# Élise Varo
Élise Varo (née le 1er mars 1945) est une actrice québécoise.

## Filmographie
- 1973 : Noël et Juliette : Miss B.B.Q.
- 1976 : Parlez-nous d'amour : Grande admiratrice de Jeannot
- 1976 : L'Eau chaude, l'eau frette : Clémence
- 1977 : Panique : Nicole Lautrec
- 1983 : Au clair de la lune : Margot
- 1990 : Une histoire inventée : Serveuse
- 1994 : Le Vent du Wyoming : Madeleine Murphy